# 新巴甫利夫卡 (洛佐瓦區)
48°44′31″N 36°13′32″E / 48.74194°N 36.22556°E
新巴甫利夫卡（烏克蘭語：Новопавлівка）是位於烏克蘭東部的村莊，由哈爾科夫州洛佐瓦區的布利茲紐基市鎮負責管轄。該村始建於1820年，面積0.13平方公里，海拔高度173米，2001年人口4，人口密度每平方公里30.8人。